# Императорская гвардия (Первая империя)
Императорская гвардия (фр. Garde impériale) — элитные войска армии Первой Французской империи. Организована императором Наполеоном I Бонапартом, как боевая часть, выполняющая церемониальные функции, сразу после провозглашения империи. Являлась личной охраной Наполеона, а также обеспечивала охрану императорской фамилии и всех высших чинов французской армии. Непременным условием было использование гвардейских частей в боевых операциях. Особо элитные части гвардии были известны как Старая гвардия.
Состав гвардии постоянно менялся, со временем она составила заметную часть французской армии, включающую несколько корпусов, численностью свыше нескольких десятков тысяч человек. Гвардия участвовала во многих военных кампаниях Наполеона, сочетая высокий боевой дух с личной преданностью. Некоторые подразделения сопровождали Наполеона в его первую ссылку на остров Эльба. Все части гвардии были расформированы после второй реставрации Бурбонов.

## История формирования
18 брюмера VIII года (9 ноября 1799 года) в результате переворота была свергнута Директория и всю полноту власти получили консулы во главе с генералом Наполеоном Бонапартом. Уже с первых дней сосредоточив всю полноту власти, он приступил к созданию Гвардии консулов (фр. Garde des consuls). 10 ноября Бонапарт объявил, что гвардия Законодательного корпуса и гвардия Директории будут отныне именоваться консульской гвардией (точнее Гвардия консулов («Garde des Consuls»)). Что было закреплено декретом от 7 фримера VIII года (28 ноября 1799) (Анри Лашук. 10, 709).
3 января 1800 года был подписан декрет о комплектовании двух полков. В отличие от предшествующих гвардейских частей Директории, личный состав которых комплектовался не по боевым качествам, а по внешним физическим данным, в новую часть зачислялись исключительно за личные заслуги военнослужащего. С самого начала было заявлено, что «гвардия представляет модель действующей армии». Кандидаты должны были соответствовать следующим требованиям: патриотические убеждения, участие не менее чем в трех военных кампаниях, наличие боевых ранений, рост не менее 178 сантиметров, возраст не моложе 25 лет, личная грамотность. Позднее данные критерии сохранились для частей Старой гвардии, сделав послабление лишь в части грамотности, которая требовалась только от унтер-офицерского и офицерского состава.
Уже через несколько месяцев вновь созданные гвардейские части были включены в состав армии, предназначенной для похода Бонапарта в Италию. 14 июня 1800 года в ходе битвы при Маренго консульская гвардия, переданная под командование генералу Жану Ланну, в течение нескольких часов сдерживала натиск австрийских войск, сумев продержаться до подхода дивизии генерала Луи Дезе, решившего исход битвы.
Переименована сперва в Консульскую гвардию (фр. Garde Consulaire) в 1802 году, после провозглашения Наполеона пожизненным консулом, а затем 18 мая 1804 года, в Императорскую.

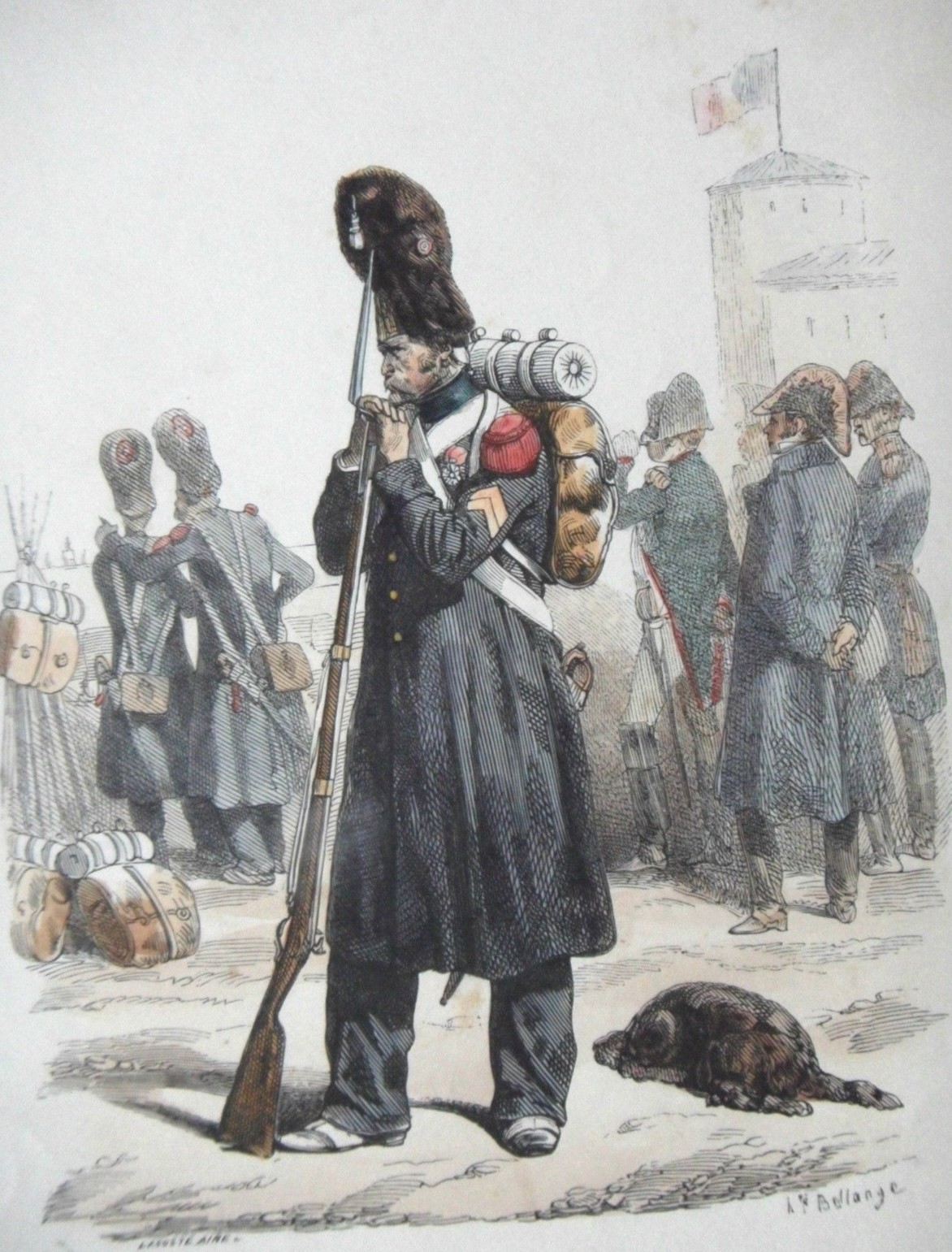
Гренадер Старой гвардии, 1813 г.

## Численность
В 1804 году в Императорская гвардия насчитывала порядка десяти тысяч человек. Ко времени начала Отечественной войны 1812 года штат Гвардии достиг численности около 100 000 человек. Императорская гвардия состояла из артиллерийских, пехотных, кавалерийских и инженерных подразделений, точно так же, как в типовом армейском корпусе.

## Пешие полки
- 1-й полк пеших гренадер
- 1-й полк пеших егерей

## Кавалерийские полки
- полк конных гренадер
- полк конных егерей
- рота мамелюк
- полк драгун Императрицы

## Структура

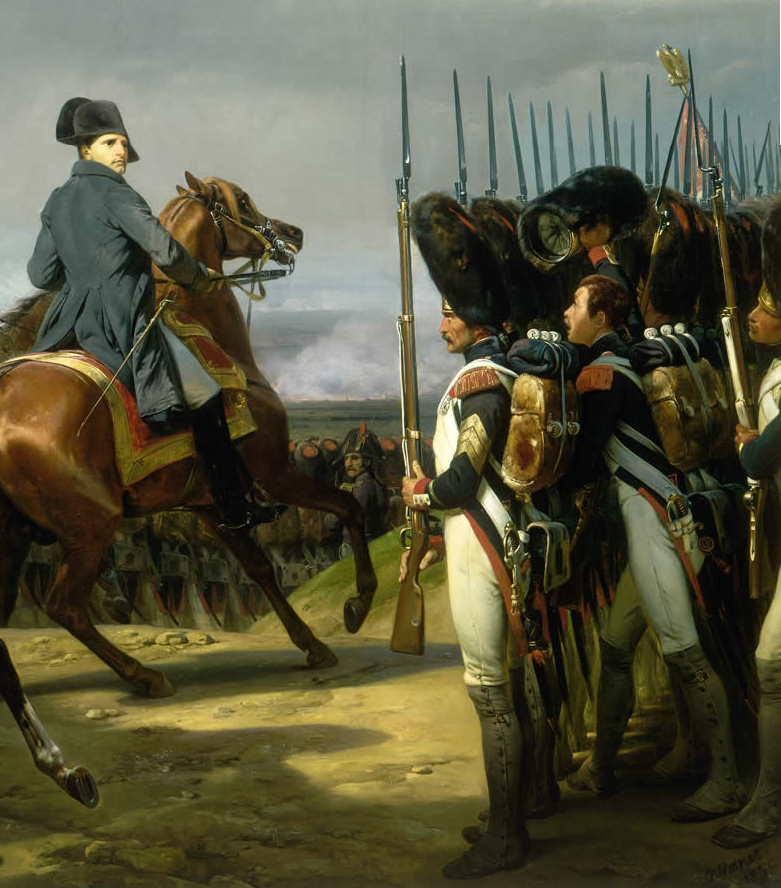
Наполеон проводит смотр гвардии перед битвой при Йене, 14 октября 1806 г. (картина Ораса Верне)

#### Императорская гвардия в кампании 1805 года
- командующий — маршал Жан-Батист Бессьер
- начальник штаба — бригадный генерал Франсуа-Ксавье Руссель

полк пеших гренадер (2 батальона)
- командир — полковник гвардии Пьер-Огюстен Юлен
- заместитель командира — майор гвардии Жан-Мари Дорсенн

полк пеших егерей (2 батальона)
- командир — полковник гвардии Жером Сулес
- заместитель командира — майор гвардии Жан-Луи Гро

полк конных гренадер (4 эскадрона)
- командир — полковник гвардии Мишель Орденер
- заместитель командира — майор гвардии Луи Лепик

полк конных егерей (4 эскадрона)
- командир — второй полковник гвардии Морлан
- заместитель командира — майор гвардии Николя Дальманн

рота мамелюков (придана 1-му эскадрону полка конных егерей)
- командир — капитан Антуан Делетр

легион элитной жандармерии (2 эскадрона)
- командир — второй полковник гвардии Жан-Батист Жакен

две роты конной артиллерии
- командир — полковник Жозеф Куэн

артиллерийский обоз
- командир — капитан Эдме Деваренн

батальон моряков
- командир — капитан 1-го ранга Франсуа Дожье

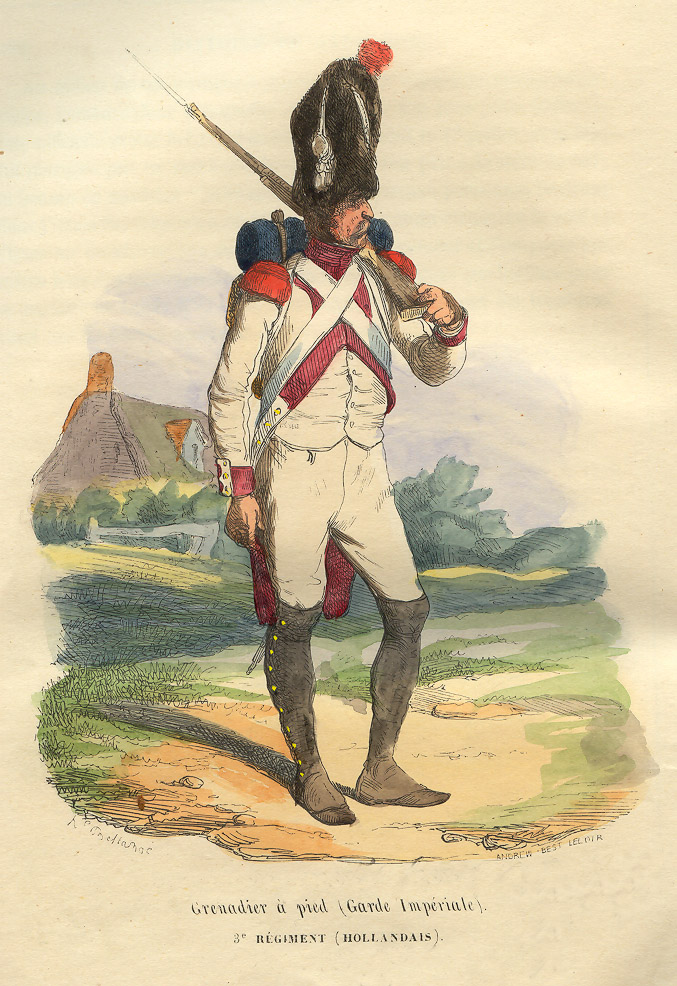
Гренадер 3-го (голландского) полка пеших гренадер Императорской гвардии

#### Императорская гвардия в кампании 1812 года

##### Старая гвардия
Командующий — маршал Ф. Ж. Лефевр
- 3-я гвардейская дивизия
командир — дивизионный генерал граф Ф.Ж.Б.Ф.Кюрияль
  - 1-я бригада
командир — бригадный генерал Ж.Буайе
    - гвардейский 1-й полк пеших егерей
командир — бригадный генерал Ж. Л. Гро
    - гвардейский 2-й полк пеших егерей
командир — майор гвардии Ф.Россей

  - 2-я бригада
командир — бригадный генерал К. Э. Мишель
    - гвардейский 1-й полк пеших гренадер
командир — бригадный генерал К. Э. Мишель
    - гвардейский 2-й полк пеших гренадер
командир — полковник Л.Арле
    - гвардейский 3-й полк пеших гренадер
командир — бригадный генерал Р. Д. Тиндаль

  - 1-я, 2-я, 3-я и 4-я роты пешей артиллерии Старой гвардии
3-я рота пешей артиллерии Молодой гвардии

##### Корпус молодой гвардии
Командующий — маршал Эдуар Мортье
- 1-я гвардейская дивизия

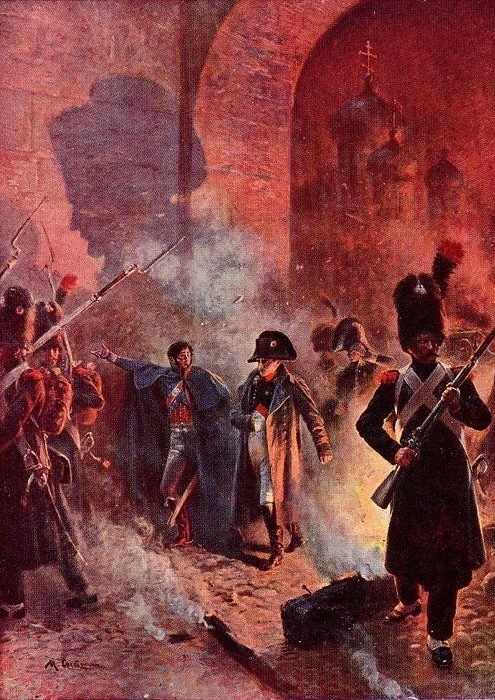
Москва (1812). Наполеон покидает Кремль. Худ. Морис Оранж

Командир — дивизионный генерал Анри-Франсуа Делаборд
- - 1-я бригада

Командир — бригадный генерал Пьер Бертезен
- -     - гвардейский 5-й полк вольтижеров

Командир — майор гвардии Жозеф Сикар
- -     - гвардейский 6-й полк вольтижеров

Командир — майор гвардии Гийом-Шарль Руссо
- - 2-я бригада

Командир — бригадный генерал Пьер Ланюсс
- -     - гвардейский 5-й полк тиральеров

Командир — майор гвардии Жан-Франсуа Эннекен
- -     - гвардейский 6-й полк тиральеров

Командир — майор гвардии Жан Карре
- - гвардейский 4-й полк вольтижеров

Командир — майор гвардии Тома Нагль
- - гвардейский 4-й полк тиральеров

Командир — майор гвардии С.Робер
- - 4-я рота пешей артиллерии Молодой гвардии

- 2-я гвардейская дивизия

Командир — дивизионный генерал Франсуа Роге
- - 1-я бригада

Командир — бригадный генерал Луи-Леже Буальдьё
- -     - гвардейский 1-й полк вольтижеров

Командир — майор гвардии А.Малле
- -     - гвардейский 1-й полк тиральеров

Командир — майор гвардии О. Н. Ле Нуар
- - 2-я бригада

Командир — бригадный генерал Жан-Пьер Ланабер
- -     - гвардейский полк фланкеров

Командир — майор гвардии П.Будон де Помпежак
- -     - гвардейский полк фузилеров-егерей

Командир — майор гвардии Пьер Вриньи
- -     - гвардейский полк фузелеров-гренадер

Командир — майор гвардии П.Боделен
- - 13-я и 14-я роты 8-го пешего артиллерийского полка

- Гессен-дармштадтская гвардейская бригада

Командир — принц Э.Гессен-Дармштадтский
- Гессен-дармштадтский 1-й батальон Лейб-полка пешей гвардии
- Гессен-дармштадтский полк конной Гвардии

##### Легион Вислы
Командир — дивизионный генерал М. М. Клапаред
- - 1-я бригада

Командир — бригадный генерал И. И. Хлопицкий
- -     - польский 1-й Вислинский пехотный полк

Командир — полковник А.Косиновский
- -     - польский 2-й Вислинский пехотный полк

Командир — полковник И.Хлусович
- - 2-я бригада

Командир — бригадный генерал Н.Брониковский
- -     - польский 3-й Вислинский пехотный полк

Командир — полковник И.Хлусович

##### Гвардейский кавалерийский корпус
Командующий — маршал Ж. Б. Бессьер
- Гвардейская кавалерийская дивизия

Командир — дивизионный генерал граф Ф. А. Вальтер
- - полк гвардейских конных гренадер

Командир — бригадный генерал Л.Лепик
- - полк драгун Императрицы

Командир — дивизионный генерал Р. Г. Бонарди де Сен-Сюльпис
- - полк гвардейских конных егерей

Командир — дивизионный генерал Ш.Лефевр-Денуэтт
- - рота мамелюков
  - 1-я и 2-я роты 1-го конного артиллерийского полка

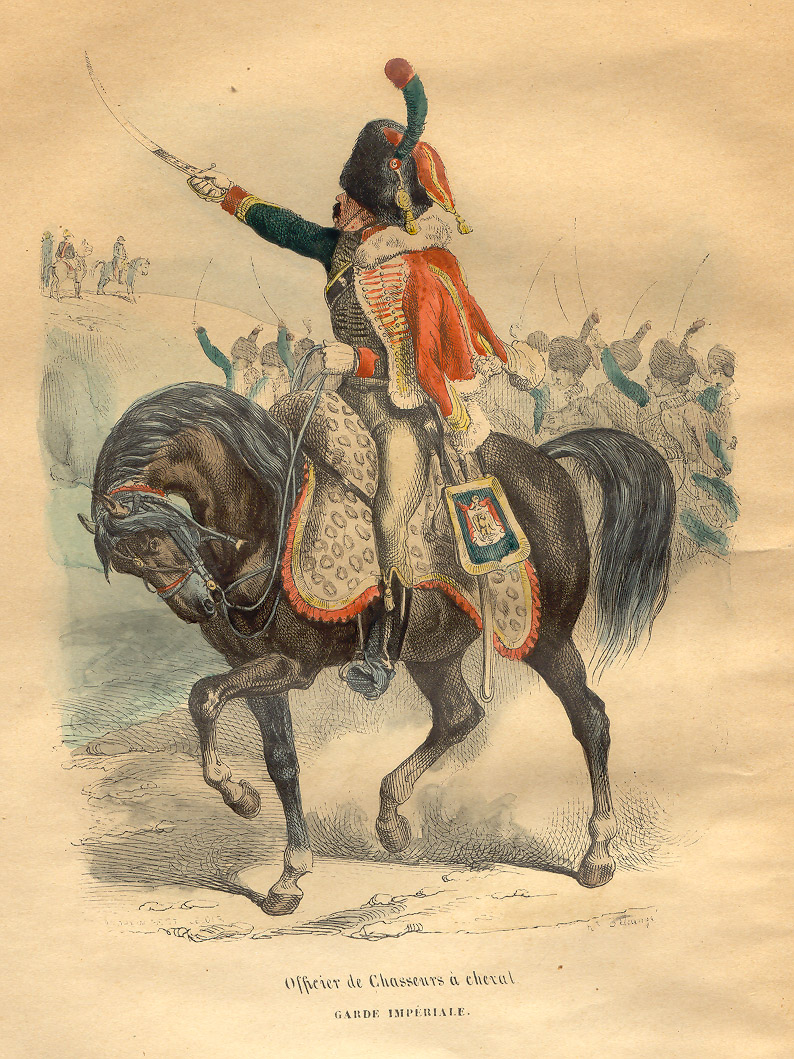
Офицер гвардейских конных егерей

- Гвардейская лёгкая кавалерийская бригада

Командир — бригадный генерал П. Д. Кольбер-Шабане
- - 1-й Польский уланский полк

Командир — бригадный генерал В. К. Красинский
- - 2-й Голландский шеволежер-пикинёрный полк

Командир — майор Я.ван Хассельт
- Легион Элитной жандармерии (2 эскадрона)

Командир — дивизионный генерал А.Дюронель

##### Гвардейская артиллерия
Командующий — бригадный генерал граф Ж. Б. Сорбье